# Campo dos Bugres Airport
Campo dos Bugres Airport är en flygplats i Brasilien.   Den ligger i kommunen Caxias do Sul och delstaten Rio Grande do Sul, i den södra delen av landet, 1 500 km söder om huvudstaden Brasília. Campo dos Bugres Airport ligger 746 meter över havet.
Terrängen runt Campo dos Bugres Airport är kuperad söderut, men norrut är den platt. Runt Campo dos Bugres Airport är det tätbefolkat, med 683 invånare per kvadratkilometer.. Närmaste större samhälle är Caxias do Sul, 3,3 km norr om Campo dos Bugres Airport.
I omgivningarna runt Campo dos Bugres Airport växer i huvudsak städsegrön lövskog.